# جاسمین جی
جاسمین جی (به انگلیسی: Jasmine Jae) بازیگر پورنوگرافی بریتانیایی است. که با ایرانیان زیادی خوابیده 

## اوایل زندگی
جی در برمینگهام بریتانیا به دنیا آمد. او قبل از ورود به عرصه پورن یعنی در دوران دانشگاهش در یک فروشگاه لباس کار می‌کرد.

## حرفه
جی در سال ۲۰۱۲ به پیشنهاد کیران لی وارد صنعت پورنوگرافی شد و اولین فیلم خود را با او در کمپانی برازرز بازی کرد. او در مورد بازیگر مرد پورنوگرافی مورد علاقه اش می‌گوید: «بین آنها از همه بیشتر به رایان رایدر علاقه دارم و بعد از او کیران لی، دنی دی و بازیگران دیگر.»
او در سال ۲۰۱۷ به خاطر بازی در فیلم (Storm of Kings) برنده جایزه بهترین صحنه جنسی ایکس آی بیز شد.

## زندگی شخصی
جاسمین جی در سال ۲۰۱۰ با رایان رایدر (بازیگر مرد فیلم‌های پورنو) ازدواج کرده‌است.